# 2000 في الاتحاد الأوروبي
الأحداث في عام 2000 في الاتحاد الأوروبي.

## المناصب
- رئيس المجلس الأوروبي
  -  أنطونيو غوتيريش (كانون الثاني - حزيران)
  -  جاك شيراك (حزيران - كانون الأول)
- رئيس المفوضية الأوروبية - رومانو برودي
- رئاسة مجلس الاتحاد الأوروبي -  البرتغال (كانون الثاني - حزيران)  فرنسا (حزيران - كانون الأول)

## الأحداث
1 كانون الثاني - البرتغال تتولى رئاسة الاتحاد الأوروبي.
3 أيار - توصي المفوضية الأوروبية بأن تصبح اليونان العضو الثاني عشر في منطقة اليورو.
1 تموز - فرنسا تتولى رئاسة الاتحاد الأوروبي.
28 أيلول - في استفتاء, صوت الناخبون في الدنمارك ضد عضوية منطقة اليورو.